# Victor Vincelet
Victor Louis Vincelet, né à Thiers (Puy-de-Dôme) le 29 septembre 1839 et mort le 5 janvier 1871 dans le 17e arrondissement de Paris, est un peintre français.
Il est spécialisé dans les compositions florales.

## Biographie
Fils de Jean Vincelet, traiteur, et Marie-Pauline Mello, Victor Vincelet étudia la peinture à Paris où il fut l'élève de Didier-Alphonse L'Hullier et d'Antoine Vollon. Il n'exposa au Salon qu'en 1869 et 1870. Enrôlé dans la Garde nationale pendant le Siège de Paris, il se suicida chez lui en se coupant la gorge d'un coup de rasoir pendant la nuit.
Malgré la brièveté de son parcours artistique, les toiles de ce peintre de fleurs et de fruits furent remarquées et recherchées des amateurs. Marchand d'art et collectionneur, l'oncle de Vincent van Gogh possédait un de ses tableaux.
Georges Jeannin, qui devint également un peintre floral, fut son élève.

## Œuvres dans les collections publiques
France
- Dijon, musée des Beaux-Arts : Pommes et noix.
- Saint-Étienne, musée d'Art moderne : Fleurs et Fruits, 1870.
- Troyes, musée des Beaux-Arts : Fleurs dans une jardinière.

Royaume-Uni
- Glasgow, Kelvingrove Art Gallery and Museum : Vase de fleurs, 1870.